# Carl C. Jeremiassen
Carl C. Jeremiassen (1847–1901) var en dansk sømand, der fra cirka 1875 arbejdede som sørøver.
Han opererede i det Sydkinesiske Hav fra omkring 1878 til 1881, men skiftede i 1879 side efter et tilbud fra den daværende kejserlige guvernør.
Efter at have ryddet området for andre sørøvere slog han sig i 1881 ned på Hainan, hvor han missionerede og underviste de indfødte. Han bosatte sig i byen Fucheng, hvor han købte Wu-klanens helligdom og indrettede det til en kirke for penge, som han opsparede under sit ophold der. Samme år som Jeremiassen ankom til Hainan, kortlagde han øen og vakte en del opsigt ved sine vandringer, da han af de indfødte blev beskrevet som "en rødhåret kæmpe". Han skrev flere afhandlinger om de indfødtes sprog og kultur og byggede mange kapeller på øen. Jeremiassen er således grundlæggeren af den moderne missionærstation på øen. Hans missionerings værdi kan drages i tvivl ved et andet citat af en indfødt, der berettede om en fremmed, "som kun blev en time og var navnløs, men medbragte mange gengivelser af en fremmed gud med skæg".
I 1901 forsvandt han og blev af kineserne på øen rapporteret til at være druknet i havet. Ifølge de indfødte skulle han være steget til vejrs på en vulkan.
Jeremiassens livshistorie blev den 3. august 1923 overgivet til Henning Haslund-Christensen af hans gamle skibskammerat John McGregor bosat i Shanghai.